# Louise Pellerin
Louise Pellerin (* im 20. Jahrhundert) ist eine kanadische Oboistin und Musikpädagogin.

## Leben
Pellerin studierte am Conservatoire de Montréal bei Réal Gagnier und an der Musikhochschule Freiburg bei Heinz Holliger, wo sie das Solistendiplom mit Auszeichnung abschloss. Preise erhielt sie u. a. bei den Wettbewerben des Orchestre Symphonique de Montréal, der Jeunesses Musicales in Belgrad und des Schweizerischen Tonkünstlervereins. Sie unterrichtet Oboe und Kammermusik an der Zürcher Hochschule der Künste und am Konservatorium Winterthur, gibt Meisterkurse in Europa und Kanada und wirkt als Jurorin an Musikwettbewerben mit.
Als Solistin trat Pellerin u. a. mit dem WDR Sinfonieorchester, dem Württembergischen Kammerorchester, der Camerata Bern, dem Collegium Novum Zürich, dem Zürcher Kammerorchester, dem Festival Orchester Budapest und dem Chamber Orchestra of Europe und unter der Leitung von Dirigenten wie András Schiff, Roger Norrington, Claudio Abbado, Nikolaus Harnoncourt und Sándor Végh auf. Als regelmäßiger Gast internationaler Wettbewerbe spielte sie an der Seite von Musikern wie Heinz Holliger, András Schiff, Leonidas Kavakos, Radovan Vlatković, Erich Höbarth, Sergio Azzolini, Aurèle Nicolet und Hansheinz Schneeberger.
Pellerin ist Solo-Oboistin der Camerata Salzburg und der Cappella Andrea Barca. Zahlreiche Aufnahmen spielte sie u. a. bei den Labels Decca, Denon, Deutsche Grammophon, EMI, Novalis und Philips Records sowie bei der CBC, beim WDR und bei Arte ein.